# 薗頭カップリング
薗頭カップリング（そのがしらカップリング、Sonogashira coupling）あるいは薗頭・萩原カップリング(そのがしら―はぎはらカップリング、Sonogashira-Hagihara coupling）はパラジウム触媒、銅触媒、塩基の作用により末端アルキンとハロゲン化アリールとをクロスカップリングさせてアルキニル化アリール（芳香族アセチレン）を得る化学反応のことである。薗頭反応、薗頭・萩原カップリングなどとも呼ばれ、芳香族アセチレンの合成法として頻繁に用いられる反応の一つである。
この反応の原型は、1963年に報告されたカストロ反応（Castro Reaction, Castro-Stephens Reactionとも）であり、そこでは当量、あるいは過剰量の銅塩を媒介として、末端アルキンとハロゲン化アリールとを結合させていた。また、カサー、ヘックらのそれぞれ独自の報告の中では、パラジウム触媒と加熱によって同様のカップリング反応が進行している。そのような中、1975年に薗頭健吉らは、アミンを溶媒とし、銅塩とパラジウム錯体を同時に作用させることによって、室温下においても上式のカップリング反応が円滑に進行することを報告した。そして現在に至るまで、薗頭反応は芳香環とアルキンとを簡便に結合させる一般的な手法として多くの場面で用いられている。

## 触媒
通常、反応は0価のパラジウム錯体と銅(I)のハロゲン化物の2つの触媒を必要とする。パラジウム錯体は炭素-ハロゲン結合へ酸化的付加することによって有機ハロゲン化物を活性化する。テトラキス(トリフェニルホスフィン)パラジウム(0)のようなホスフィン-パラジウム錯体はこの反応で使われるが、ジクロロビス(トリフェニルホスフィン)パラジウム(II)のようなパラジウム(II)錯体も使うことができる。これは、反応媒体中の末端アルキンの消費によってパラジウム(0)種へ還元されるためである。その分末端アルキンがジアセチレンの生成に消費されることになるが、通常は末端アルキンはパラジウム(II)触媒に比べて過剰量であるため無視できる量である。また、トリフェニルホスフィンからトリフェニルホスフィンオキシドへの酸化によっても、Pd(II)からPd(0)の形成を誘導することができる。一方、ハロゲン化銅(I)は末端アルキンと反応して、カップリング反応の活性種である銅(I)アセチリドを作る。

## 反応

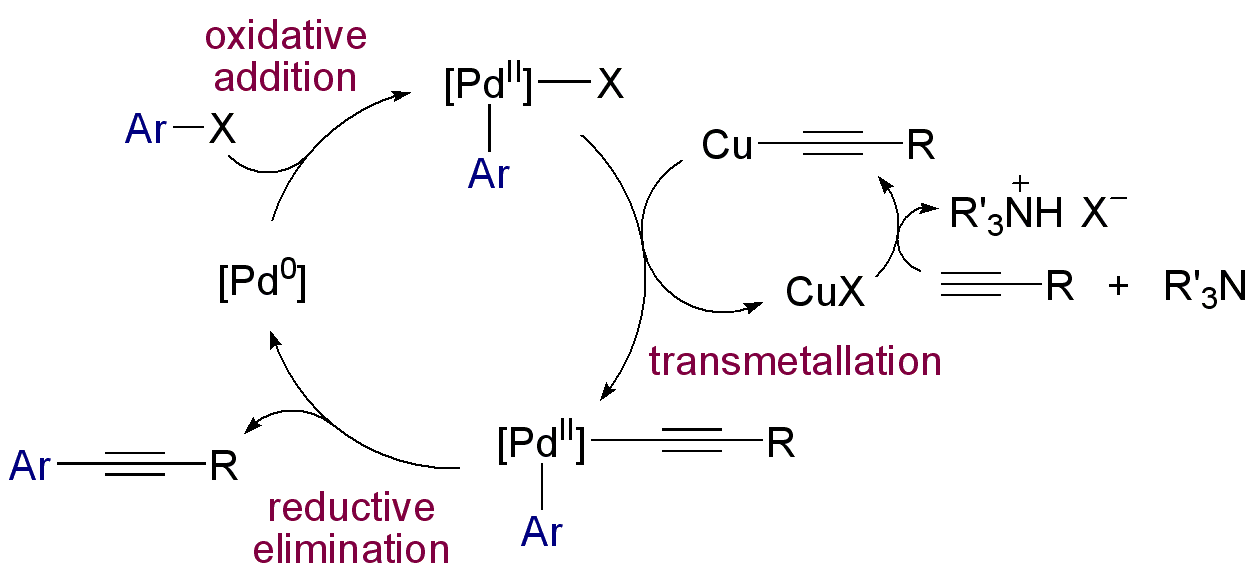
薗頭反応の触媒サイクル

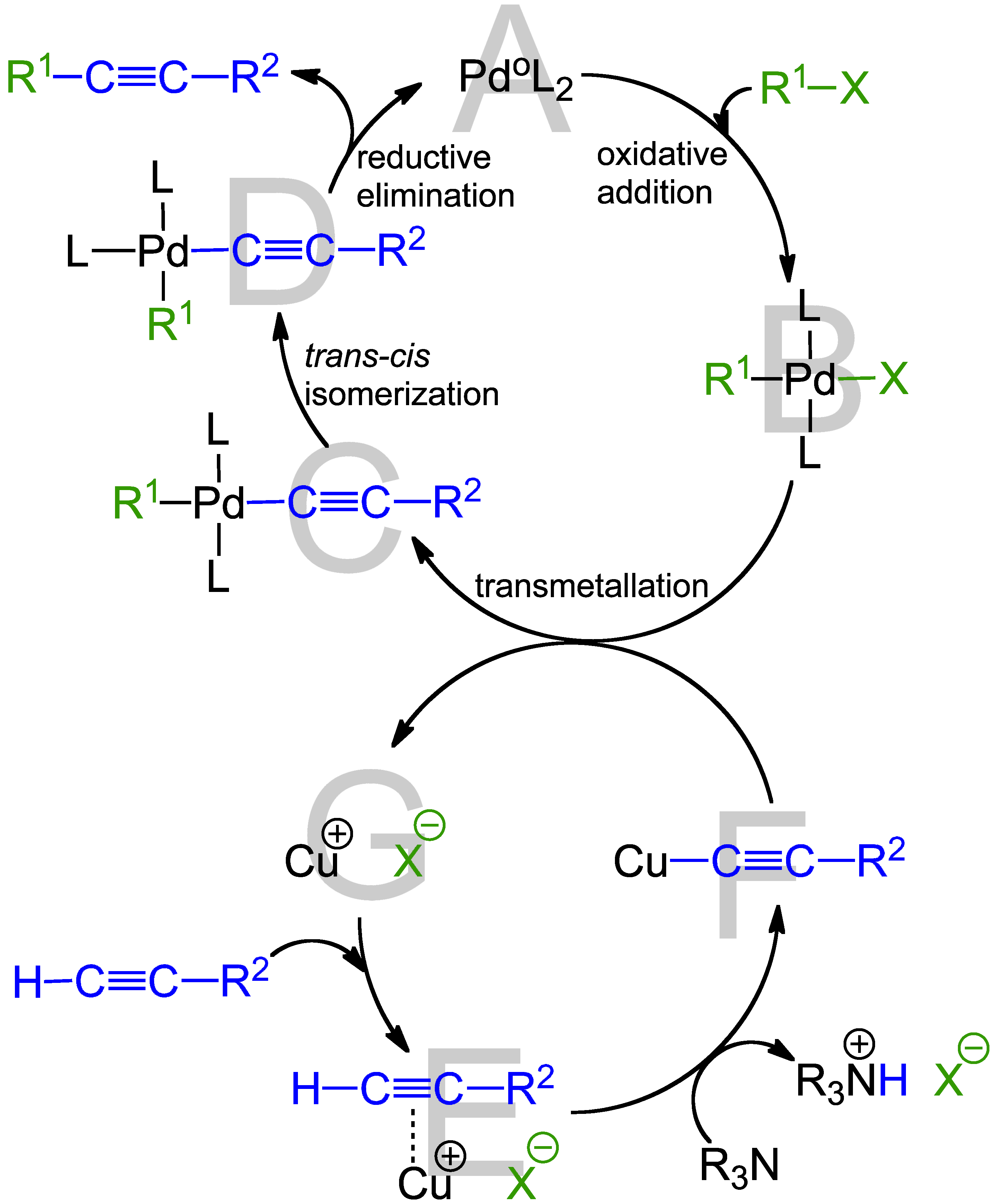
薗頭反応の触媒サイクル。クリックで拡大。

溶媒としては塩基も兼ねてジエチルアミン、トリエチルアミンなどが用いられる。基質の溶解性が悪い場合には、補助溶媒としてTHFやジエチルエーテルを加えてもよい。原料の反応性により、加熱が必要になる場合と低温でも反応が進む場合がある。
原料アセチレン誘導体については、プロピオール酸エステルなど、電子求引基が結合していると反応性が大幅に落ちることが知られている。
もう一方の原料であるハロゲン化アリールは電子求引基が結合していると反応性が大幅に上がり、また脱離するハロゲン元素の周期が小さいほど反応性は低くなる。
さらにヘック反応同様、トリアルキルまたはトリアリールホスフィン化合物などのパラジウムへの配位子を加える、あるいは予め配位子を有するパラジウム触媒を用いることで、反応を活性化できる。
反応機構は一般に、ハロゲン化アリールの0価のパラジウムへの酸化的付加、ハロゲンとアルキンとの配位子交換、生成物であるアルキニル化アリールの還元的脱離を経るものとされている。最後の還元的脱離により0価のパラジウムが再生し、触媒サイクルが形成される。銅触媒はクプラートの形成により末端アセチレンを活性化させ、パラジウム上への導入を円滑にする役割を持つ。
薗頭反応は、末端アルキンとハロゲン化ビニルからエンインを得る場合にも用いられる。
近年、触媒を始めとする反応系の改良の試み、銅を用いない手法、水中で行う手法なども報告されてきており、現在もなお進歩が見られる化学反応である。